# 緒方和也
緒方 和也（おがた かずや、1983年4月18日 - ）は、日本の俳優。熊本県出身。血液型A型。所属劇団：StudioLife。豪勢堂GLove所属。

## 経歴
- 文学座附属演劇研究所卒業後、2007年劇団StudioLife入団。
- 2016年スタジオライフの* 奥田努、流山児★事務所の山下直哉と共に、演劇ユニット・ヤマガヲクを結成。

## 出演
2006年
「女の一生」文学座附属演劇研究所（作：森本薫　演出：戌井市郎）
「わが町」文学座附属演劇研究所（作：ソートン・ワイルダー　演出：吉兼保）
2007年
「アドルフに告ぐ」スタジオライフ（原作：手塚治虫　脚本・演出：倉田淳）
「WHITE」スタジオライフ（作・演出　倉田淳）
「Romeo＆Juliet」スタジオライフ（作：ウィリアム・シェイクスピア　翻訳：松岡和子　演出：倉田淳）
「人魚伝説」文学座附属演劇研究所卒業公演（作：鄭義信　演出：高橋正徳）
2008年
「マージナル」スタジオライフ（原作：萩尾望都　脚本・演出：倉田淳）
「TA MA GO YA KI」文化庁・日本劇団協議会主催（作・演出：倉田淳）
「夏の夜の夢」スタジオライフ（作：ウィリアム・シェイクスピア　翻訳：松岡和子　演出：倉田淳）
2009年
「PANSY MAZE」文化庁・日本劇団協議会主催（作・演出：倉田淳）
「サンクトぺテルブルグより西へ」ハナウタカプセル（作・演出：守富龍人）
「リカ」ウエストエンドプロデュース（原作：五十嵐貴久　脚本・演出：もとひろ）
2010年
「DRACULA」スタジオライフ（原作：ブラム・ストーカー　脚本・演出：倉田淳）
「WHITE」文化庁・日本劇団協議会主催（作・演出：倉田淳）
「精跡-SEISEKI-」角角ストロガのフ（作・演出：角田ルミ）
「THREE MEN IN A BORT＋ワン」（原作：ジェローム・Ｋ・ジェローム　脚本・演出：倉田淳）
「トーマの心臓」スタジオライフ（原作：萩尾望都　脚本・演出：倉田淳）
2011年
「夏の夜の夢」スタジオライフ（作：ウィリアム・シェイクスピア　翻訳：松岡和子　演出：倉田淳）
「リアル・シンデレラ・ストーリー」文化庁・日本劇団協議会主催（作・演出：倉田淳）
「PHANTOM　語られざりし物語　THE UNTOLD STORY」スタジオライフ（原作：スーザン・ケイ　脚本・演出：倉田淳）
「光の庭」　東京スウィカ（脚本・演出：比佐廉）
2012年
「長い長い夢のあとに」東京シェイクスピアカンパニー（脚本・演出：江戸馨）
「PANTOM　語られざりし物語　The Kiss of Christine」スタジオライフ（原作：スーザン・ケイ　脚本・演出：倉田淳）
「天守物語」スタジオライフ（作：泉鏡花　上演台本・演出：倉田淳）
「OZ～オズ～」スタジオライフ（原作：樹なつみ　脚本・演出：倉田淳）
2013年
「報われません勝つまは」田上パル（作演出：田上豊）
「BEAT POPS」文化庁・日本劇団協議会主催（作・演出：倉田淳）
「カリオストロ伯爵夫人」スタジオライフ（原作：モーリス・ルブラン　脚本・演出：倉田淳）
「メンズ・クラクラ日記」ライフ企画脚本：中島淳彦　演出：青山勝）
「続・11人いる!」スタジオライフ（原作：萩尾望都　脚本・演出：倉田淳）
2014年
「大いなる遺産」スタジオライフ（原作：チャールズ・ディケンズ　脚本：ジョー・クリフォード　上演台本・演出：倉田淳）
「BACK CINDY」文化庁・日本劇団協議会主催　スタジオライフ（作・演出：倉田淳）
「トーマの心臓」スタジオライフ（原作：萩尾望都　脚本・演出：倉田淳）
「チルドレン」東京ハートブレイカ―ズ（原作：伊坂幸太郎　脚本・演出：瀬戸山美咲）
2015年
「PHANTOM -THE UNTOLD STORY-」スタジオライフ（原作：スーザン・ケイ　脚本・演出：倉田淳）
「第十七捕虜収容所」劇団青年座（作：D.ビーヴァン＆E.トルチンスキー　翻訳台本：たかしまちせこ　演出：齊藤理恵子）
「アドルフに告ぐ」スタジオライフ（原作：手塚治虫　作・演出：倉田淳）
「夏の夜の夢」スタジオライフ（作：ウィリアム・シェイクスピア　上演台本・作詞・演出：倉田淳）
2016年
「BLOOD RELATIONS ～血のつながり～」スタジオライフ（作：シャロン・ポーロック　翻訳：吉原豊司　演出：倉田淳）
「黄昏ワルツ ～吹き飛ばされそなダンボール３つ～」ヤマガヲク（作：大竹野正典　演出：戸田彬弘）
「合唱曲第58番」田上パル（作・演出：田上豊）
2017年
「はみだしっ子」スタジオライフ（脚本・演出：倉田淳）
「署名人」ヤマガヲク（作：清水邦夫　演出：平波亘）
「THE SMALL POPPIES」スタジオライフ（上演台本・演出：倉田淳）
『～菊池寛・短編作品集より～「乳」「貞操」「旧恋」』ツチプロリーディングアクト・3（作：菊池寛　演出：小飯塚貴世江）
2018年
「高額時給制アシュトレト」演劇企画heart more need（作・演出：細川博司
「はみだしっ子」スタジオライフ（脚本・演出：倉田淳）
2024年
「なんでそこまで」劇団マカリスター （作・演出：井上テテ）

## CM
大和ハウス工業 zevoΣ「お前もか」篇（営業マン役）

## ナレーション
富士フイルム「踏み出せ、道を拓け。 THE SPIRIT OF INNOVATORS」篇
トヨタ自動車『WOW』「VISION MOVIE」「イチローが嫌いだ」篇「イチロー&芦田創」篇
AVIVA
CeBIT「Making of “Japan Show Act”
JCB「夜のカフェ」篇
資生堂 HAKU メラノフォーカスV「シミの記憶」篇
JAL「がんばれケイ！」篇